# هواوی اسند پی۶
هواوی اسند P6 (به انگلیسی: Huawei Ascend P6) (که با نام هواوی پی6 هم شناخته می شود) باریک ترین گوشی سال 2013 و یک گوشی هوشمند رده بالا از سری هواوی اسند پی ، محصولی از  هواوی تکنالوجیز است که در مارس 2013 توسط هواوی تکنالوجیز معرفی شد و در ژوئن همان سال به بازار عرضه گشت
اسند پی۶ به عنوان اولین گوشی جهان با دوربین سلفی 5 مگاپیکسلی شناخته می شود.این اولین باری بود که به عکاسی سلفی(خویش انداز) اهمیت ویژه ای داده می شد.
البته این گوشی عاری از ایراد نبود و داغ کردن بیش از حد آن ، از جمله معایب آن  بود باعث انتقاد های زیادی شد.
این گوشی به طور پیش فرض مجهز به سیستم عامل اندروید 4.2.2 است.

## اطلاعات تکمیلی
این گوشی تک سیمکارته از شبکه 2G و 3G پشتیبانی می کند و و با وزن ۱۲۰ گرم از دوربین ۸ مگاپیکسلی برخوردار است.که در سه رنگ صورتی سفید و مشکی عرضه شده است.

## یادکردها
1. ↑  «Huawei Ascend P6 هواوی اسند پی 6».
2. ↑  www.kimia.company. «مشخصات و قیمت روز خرید و فروش گوشی موبایل هواوی اسند پی 6 Mobile Huawei Ascend P6 | 16966 | کیمیا آنلاین | Kimia Online». بایگانی‌شده از اصلی در ۲ ژوئیه ۲۰۱۶. دریافت‌شده در ۲۰۱۷-۰۱-۳۱.